# Kniphofia bequaertii
Kniphofia bequaertii là một loài thực vật có hoa trong họ Thích diệp thụ. Loài này được De Wild. miêu tả khoa học đầu tiên năm 1920.